# Дроб'язко Лев Євгенович
Лев Євгенович Дроб'язко (24 травня 1937, Москва — 11 грудня 2017, Київ) — інженер-будівельник, громадський діяч, історик українсько-єврейського походження, фахівець з історичної топографії Бабиного Яру. Кандидат технічних наук. Фактично перший дослідник мистецтва художника Йосипа Вайсблата.

## Життєпис
Народився в Москві в родині киян Євгена Дроб'язка та Лії Вайсблат. Батько був великим прихильником літературно-художнього об'єднання Лівий фронт (рос. Левый фронт — ЛЕФ), тому назвав сина на його честь — Леф. Але в метриці записали ім'я хлопчика як Лев. У Москві не жили, того ж року родина повернулася до Києва.
Під час німецько-радянської війни Дроб'язки евакуювалися спочатку до Харкова, а потім до Воткінська, Удмуртія. У 1945 році родина повернулась до Києва.
Після закінчення 10 класу в 1954 році намагався поступити на архітектурний факультет Київського інженерно-будівельного інституту, але не пройшов за конкурсом. Працював в «Укргеолстростромпроєкті», наступного року знову здавав іспити на архітектурний факультет і знову не поступив, після чого поступив у технікум на промислово-цивільне будівництво. Після закінчення технікуму все ж таки поступив на вечірнє відділення Київського інженерно-будівельного інституту на факультет міського будівництва. На той час одружився з Неллі Канторович, молода родина знімала кімнату у квартирі поетеси Риви Балясної.
У 1966 році закінчив інститут, а в 1980 році — аспірантуру. Пройшов шлях від старшого робітника відділу досліджень (1954) до директора державного проєктно-дослідного інституту (2000).
Дружив з Віктором Некрасовим.
Помер 12 грудня 2017 року в Києві.

## Професійна діяльність
Автор теорії розрахунку й конструювання принципово нових легких сталевих конструкцій каркасів виробничих будівель.
Автор понад 100 наукових публікацій, у тому числі двох монографій. Автор низки винаходів. Розробки Лева Дроб'язка були відзначені Бронзовою, Срібною і Золотою медалями ВДНГ СРСР.

## Громадська діяльність
Після виходу на пенсію працював в Інституті юдаїки. З 2001 року займався дослідженням історичної топографії Бабиного Яру. Цій темі й спростуванню фальсифікацій історії Бабиного Яру присвятив низку виступів, публікацій у періодичній пресі (Україна, США, Ізраїль, Німеччина та ін.) і в інтернеті, а також збірник статей «Бабин Яр. Що? Де? Коли?» (Київ, 2009). Понад 10 років боровся за встановлення пам'ятних каменів на місці масового розстрілу євреїв у Бабиному Яру, захищав його територію від забудови.
У 2012 році передав у дарунок Художньо-меморіальному музею О. О. Осмьоркіна в Кропивницькому такі пейзажі: «Ботанічний сад», «Срібний бор» та ліногравюри «Гідра комунізма», «Зорі назустріч», «Весілля», виконані Йосипом Вайсблатом у 1960-х роках.

## Родина
Батько — Дроб'язко Євген Антонович, український перекладач. Дід по батьківській лінії — Дроб'язко Антон Лаврентійович, правознавець, літературознавець. Дядько (брат батька) — Дроб'язко Віталій Антонович, військовий і громадський діяч, сотник Армії УНР, нагороджений Хрестом Симона Петлюри.
Мати — Вайсблат Лія Нухимівна. Дід по материнській лінії — Вайсблат Нухим Янкелевич, один з найвидатніших єврейських богословів (а-рав а-Гаон). Головний рабин Києва (з 1902 р.). Дядьки (брати матері): Вайсблат Володимир Наумович — видавець, перекладач, драматург, літератор, мистецтвозавець; Вайсблат Соломон Наумович — лікар-стоматолог, доктор медичних наук, професор, Заслужений діяч науки УРСР; Вайсблат Йосип Наумович — живописець, графік і скульптор.